# 200 MPH
«200 MPH» es una canción del cantante puertorriqueño Bad Bunny en colaboración de los DJ estadounidenses Diplo y Nitti Gritti. Fue lanzada a través de Rimas Entertainment el 24 de diciembre de 2018 como el séptimo sencillo de su álbum X 100pre (2018). Aparece en la banda sonora del videojuego NBA 2K20.

## Video musical
El vídeo de «200 MPH» se publicó el 27 de abril de 2019 en el canal de YouTube de Bad Bunny. En junio de 2019, el vídeo ya había recibido más de 20 millones de visitas.

## Posicionamiento en listas
| Listas (2018-2019)               | Mejor posición |
| -------------------------------- | -------------- |
| Estados Unidos (Hot Latin Songs) | 21             |